# 齐孝昭帝
齊孝昭帝高演（535年—561年11月24日），字延安，北齐第三任皇帝（560年－561年在位）。他是東魏权臣高欢第六子，文宣帝同母弟，在位一年。

## 生平

### 辅佐高洋
高演長於政術，善於理解事情的細節；天保朝起開始干預朝政，政治經驗逐漸成熟豐富，眼見次兄齊文宣帝沉湎酒色，大臣趨炎附勢，惟高演滿臉憂愁，不時直諫。文宣帝觉察到，对高演说：“有你在处理国事，我为什么不放纵行乐？”高演哭拜在地，沉默不语。文宣帝见状也十分悲伤，把酒杯推到地下说：“你这样嫌弃我，自今以后再有敢进酒的人，我就斩了他！”于是取来所用的酒杯全都砸坏丢弃。但是高洋之后依旧无法戒掉酒色，常常和大臣们不分贵贱的比武游玩，每当高演一到，大家都只好安静本分了下来。
其兄文宣帝臨終時，表示必要时皇位可以相让，唯不可伤害高殷。廢帝即位，獨攬朝政。560年，高演發動政變，废高殷為濟南王将其秘密殺害。高演登上皇帝寶座，改元皇建，時年二十六歲。

### 勤政爱民
高演在位期間，文治武功兼盛，他留心於政事，積極尋求及任用賢能為朝廷效力，政治清明；另外他關心民生，輕徭薄賦，並下詔分遣大使巡省四方，觀察風俗，問人疾苦，考求得失。並親征親戎北討庫莫奚，出長城，虜奔遁，分兵致討，大獲牛馬。
自高欢以来，东魏和后来的北齐的粮价激增，甚至连御贡的粮食也转运困难。自高演登基后，他实行的在黄河南北大面积的屯田的政策使得北齐每年从中获得十万多粮食，河北的粮食短缺的现象得到了解决。为了解决粮食转运困难的现象，他还河北设立许多屯粮的粮仓，北齐境内持久的粮食危机得到了实质性的解决。
高演从谏如流，常常自我反省在政事上的不足。为了及时得到民意的反馈，高演命令一些大臣比如阳休之、崔劼等人可以直接到达自己的卧室。高演和他们通宵达旦地商谈历代的政策的得失，分析各个政策的得当之处和不合理之处，哪些古代有利政策但已经失传了，哪些不合理的政策一直流传至今。
高演严于律法，整顿朝纲，严惩徇私舞弊的行为。高演亦采取休兵养民的政策，与四方几乎没有什么大型的战事。总体来说，在北齊28年歷史和六帝之中，只有孝昭帝稱得上是明君，可惜他在位時間不長，即位翌年，高演便因墮马事故重伤而死，在位僅一年，終年僅26歲。

### 同室相残
高殷被废的时候，娄昭君命儿子高演发誓决不伤害孙子高殷性命，但最终高演还是虑有后患，于次年将高殷秘密殺害。杀害高殷后，高演十分愧疚，觉得自己对不起哥哥高洋，以至于自己常常出现幻觉，看到死去的高洋拿着剑找自己复仇，吓得高演不断举行驱鬼仪式。后来高演为了散心外出打猎，高演的坐骑受惊，导致他堕马重伤。高演这次出了意外，传说是齊文宣帝的厉鬼复仇。娄昭君对他骨肉相残深感悲愤，即便他身受重伤也不肯原谅高演。在选定皇位继承人的事情上，他担心如果太子登基，长广王高湛会学习他之前废杀年幼的高殷一样，杀掉自己的兒子高百年自立为帝，斟酌再三，他认为改立皇储才是万全之策。所以他临终时候宣布废掉年幼的太子，傳位於弟弟長廣王高湛，并哀求他不要重蹈他自己的覆辙。他的谥号为孝昭皇帝，廟號肃宗。
然而高演死后，其弟高湛继位后，依旧非常残忍地杀掉了高演的儿子高百年。

## 家庭

### 后妃
- 順成皇后元氏
- 嫔桑氏
- 嫔杨氏
- 夫人毛氏

### 子女
- 樂陵王高百年，順成皇后元氏所生
- 襄城王高亮，嫔桑氏所生
- 汝南王高彥理
- 始平王高彥德
- 城陽王高彥基
- 定陽王高彥康
- 汝陽王高彥忠
- 高善德，建昌长公主

## 影視創作
| 飾演高演的演員      | 影視作品                                   |
| 王奎荣              | 《少林寺傳奇》(河南電視台2008年電視劇)     |
| 喬任梁、鄭好 (少年) | 《陸貞傳奇》(于正工作室2013年電視劇)         |
| 高蘭村              | 《蘭陵王》(柏合麗娛樂傳媒集團2013年電視劇) |

## 延伸阅读
[在维基数据编辑]
 《北齊書·卷6》，出自李百药《北齊書》
 《北史·卷007》，出自李延壽《北史》